# یواس‌اس بیور (ای‌اس-۵)
یواس‌اس بیور (ای‌اس-۵) (به انگلیسی: USS Beaver (AS-5)) یک کشتی بود که طول آن ۳۸۰ فوت (۱۲۰ متر) بود. این کشتی در سال ۱۹۱۰ ساخته شد.